# 扎西岛
30°00′40″N 93°55′01″E / 30.01111°N 93.91694°E
扎西岛是一座位于中国西藏八松错西南部的一座小岛，距岸边约100米左右。岛上有建于唐代晚期的措宗寺，为西藏著名的红教宁玛派寺庙。